# 216. п. н. е.

## Догађаји
- 2. август — У бици код Кане Ханибал је нанео највећи пораз римској војсци у историји.